# Musikwochen Ascona
Die Musikwochen Ascona (Settimane musicali Ascona) sind ein Festival klassischer Musik. Das 1946 gegründete Festival ist nach dem Lucerne Festival das zweitälteste Festival der Schweiz. Zwischen Ende August und Mitte Oktober treten jedes Jahr internationale Künstler und Orchester in Locarno und Ascona im Schweizer Kanton Tessin auf.

## Geschichte
Gegründet wurden die Musikwochen im Jahr 1946 in Ascona von Anwalt Leone Ressiga Vacchini (1911–1976) mit der Unterstützung des Pianisten Alessandro Chansen und später auch des Komponisten Wladimir Vogel. Anfänglich handelte es sich um eine Musikwoche (Settimana Musicale) im Frühling mit mehreren Konzerten innerhalb von sieben Tagen. Die Konzerte fanden zuerst in einem Tanzsaal statt, ab 1949 in der neuen Turnhalle der Gemeindeschule von Ascona, «Sala del palazzo scolastico» genannt. Ab dem Jahr 1968 waren die Kirche des Collegio Papio (Ascona) sowie die Kirche S. Francesco (Locarno) Austragungsorte für die rund 15 Konzerte, die neu im Herbst, zwischen Ende August und Anfang Oktober stattfanden. Für bestimmte Konzerte (etwa Recitals von Nachwuchskünstlern) werden inzwischen auch andere Spielstätten genutzt, beispielsweise der Saal der Elektrizitätsgesellschaft Sopracenerina in Locarno. 2020 sollte eine grosse Jubiläumsausgabe anlässlich des 75-jährigen Bestehens stattfinden. Aufgrund der Coronakrise und des nötigen Schutzkonzeptes gegen Covid-19 wird die 75. Ausgabe hingegen in einer sehr reduzierten Version ohne Sinfonieorchester stattfinden.

## Musik und Künstler
Auf Grund der dramatischen Zustände im Nachkriegseuropa und wenigen Aufführungsmöglichkeiten konnten die Musikwochen Ascona nach ihrer Gründung international bekannte Künstler für ihre Veranstaltung gewinnen. Geschätzt wurde im Allgemeinen das persönliche und familiäre Ambiente, auch wenn kein eigentlicher Konzertsaal zur Verfügung stand. Wichtig für die Musikwochen war stets die Zusammenarbeit mit dem Orchester der italienischen Schweiz (OSI), das anfänglich noch ein eigentliches Radioorchester war.
Aufgetreten sind u. a. Walter Gieseking, Isaac Stern, Martha Argerich, Philippe Entremont, Mstislaw Leopoldowitsch Rostropowitsch, Yo Yo Ma, Neville Marriner, Murray Perahia, Beaux Arts Trio, Cecilia Bartoli, Renaud Capuçon. Der seit 2015 amtierende künstlerische Direktor Francesco Piemontesi tritt selbst als Pianist in Erscheinung.
Das Programm, in dem alle Genres der klassischen Musik vertreten sind, besteht in der Regel aus 6 bis 7 Sinfoniekonzerten, 2 oder 3 Konzerten mit Kammerorchester oder Chor sowie 5 oder 6 Recitals von Solisten oder Kammermusikformationen.

## Publikum
Das Motto der Musikwochen lautete stets «Grosse Musik, grosse Interpreten». Im Publikum befanden sich seit den Gründungszeiten viele Touristen sowie Zugezogene aus der Deutschen Schweiz und Deutschland. Das Tessin kannte keine eigene Tradition der klassischen Musik. Dies führte dazu, dass man im Programm auf die grossen bekannten Werke setzte, um das einheimische Publikum nicht zu vergraulen, wie der langjährige Präsident Dino Invernizzi im Jubiläumsband zu 60 Jahren Musikwochen (im Jahr 2005) schrieb. Es gab wenig Platz für moderne oder zeitgenössische Musik. Unter der künstlerischen Leitung von Francesco Piemontesi ist man etwas experimentierfreudiger geworden. So wurde 2019 etwa der Klavierzyklus Catalogue d’oiseaux von Olivier Messiaen an einem Tag an vier unterschiedlichen Spielorten vom Pianisten Pierre-Laurent Aimard unter freiem Himmel aufgeführt.

## Organisationsform
Über Jahrzehnte wurden die Musikwochen von Ascona vom Verkehrsverein organisiert. Die künstlerische Leitung lag bei einem Komitee, das zuerst von Leone Ressiga Vacchini und danach von Dino Invernizzi präsidiert wurde. Seit 2015 liegen die Musikwochen in den Händen einer Stiftung unter der Präsidentschaft von Francesco Ressiga Vacchini, der zwischen 1992 und 1996 Gemeindepräsident von Ascona war. Gleichzeitig mit Gründung der Stiftung wurde die künstlerische Leitung an den Tessiner Pianisten Francesco Piemontesi (* 1983) delegiert. Im Stiftungsrat sitzen neben dem Präsidenten je ein Vertreter der Gründungsmitglieder: Organizzazione turistica Lago Maggiore e Valli (Verkehrsverein), Gemeinde Ascona, Patriziat von Ascona und der Freundeskreis der Settimane Musicali.

## Auftragskompositionen
Von 1978 bis 2003 vergaben die Musikwochen jedes Jahr eine Auftragskomposition. Mit dem Rückzug von «Pro Helvetia» als Geldgeber stellten die Musikwochen dieses Projekt ein. Nur sehr wenigen Auftragswerken war Erfolg beschieden, darunter dem Violinkonzert von [Norbert Moret], das von Anne-Sophie Mutter 1988 in der Kirche S. Francesco uraufgeführt wurde, in Begleitung des Orchesters der italienischen Schweiz unter Leitung von Marc Andreae.

## Freundeskreis
Das Festival wird von einem Freundeskreis (Amici delle Settimane musicali Ascona) unterstützt. Dieser fördert insbesondere auch Nachwuchstalente im Rahmen der Musikwochen und organisiert Konzerte für Kinder und Jugendliche.